# Arens
Arens ist ein deutscher Familienname.

## Namensträger
- Aaron Arens (* 1988), Schweizer Schauspieler
- Annegrit Arens (* 1950), deutsche Schriftstellerin und Drehbuchautorin
- Arnold Arens (1943–2016), deutscher Romanist und Mediävist
- Auguste Arens, Geburtsname von Auguste Formes (1831–1888), deutsche Schauspielerin
- Auguste Arens von Braunrasch (1824–1901), deutsche Schriftstellerin
- Axel Arens (1939–1986), deutscher Journalist
- Babett Arens (* 1959), österreichische Schauspielerin und Theaterregisseurin
- Bernard Arens (1873–1954), luxemburgischer Theologe und Schriftsteller
- Birgitta Arens (* 1948), deutsche Schriftstellerin
- Christoph Arens (* 1966), deutscher Arzt und Hochschullehrer
- Detlev Arens (* 1948), deutscher Autor und Journalist
- Edmund Arens (* 1953), deutscher Theologe
- Eduard Arens (1866–1935), deutscher Gymnasialprofessor und Literaturhistoriker
- Egmont H. Arens (1889–1966), US-amerikanischer Industriedesigner
- Frank Arens (Sportschütze) (* 1959), belgischer Sportschütze
- Frank Arens (* 1969), deutscher Handballspieler
- Franz Arens (Politiker) (1849–1920), deutscher Kommunalpolitiker und Geschichtsforscher
- Franz Arens (Kunsthistoriker) (1880–1946), österreichischer Historiker, Kunstwissenschaftler und Übersetzer
- Franz Joseph von Arens (1779–1855), deutscher Jurist und Politiker
- Fritz Arens (1912–1986), deutscher Kunsthistoriker
- Hanns Arens (1901–1983), deutscher Schriftsteller, Lektor, Verleger und Kritiker
- Hans Arens (1911–2003), deutscher Literatur- und Sprachwissenschaftler und Lehrer
- Hans-Peter Arens (1944–2019), deutscher Schausteller
- Heinrich Arens (* 1941), deutscher Unternehmer und Politiker (FDP)
- Heinz-Werner Arens (1939–2011), deutscher Politiker (SPD)
- Henry M. Arens (1873–1963), US-amerikanischer Politiker
- Heribert Arens OFM (* 1942), deutscher Theologe und Ordenspriester
- Iwan Lwowitsch Arens (Jean Arens; 1889–1938), sowjetischer Diplomat
- Johann August Arens (1757–1806), deutscher Architekt, Maler und Landschaftsgestalter
- Johannes J. Arens (* 1975), deutscher Kulturanthropologe, Journalist und Autor
- Josef Arens (Politiker) (1895–1954), deutscher Wirtschaftswissenschafter und Politiker (CDU)
- Josef Arens (Maler) (1901–1979), deutscher Maler
- Josef Arens (Fußballspieler) (1921–??), deutscher Fußballspieler
- Jost Arens (* 1997), deutscher Skateboardfahrer
- Karlheinz Arens (1900–1959), deutscher Schriftsteller und Dramaturg
- Maarten Arens (* 1972), niederländischer Judoka
- Marten Arens († 1575), niederländischer Zimmermann
- Mosche Arens (1925–2019), israelischer Politiker
- Paul Arens (1936–2022), deutscher Kommunalpolitiker (CDU)
- Peter Arens (Schauspieler) (1928–2015), Schweizer Schauspieler und Theaterregisseur
- Peter Arens (Jurist) (1933–1991), deutscher Rechtswissenschaftler und Hochschullehrer
- Peter Arens (Historiker) (* 1961), deutscher Historiker
- Richard Friederich Arens (1919–2000), US-amerikanischer Mathematiker
- Rolf-Dieter Arens (* 1945), deutscher Pianist und Hochschullehrer
- Rudolf Arens (1926–1991), deutscher Agrarwissenschaftler und Hochschullehrer
- Thomas Arens (1817–1850), deutscher Journalist
- Thomas Arens (* 1960), deutscher Schlagzeuger, Komponist und Entertainer
- Ulrike Arens-Azevêdo (* 1949), deutsche Ökotrophologin
- Walther Arens (1877–1938), deutscher Oberstleutnant und Träger des Pour le Mérite
- Werner Arens (Theologe) (1924–2010), deutscher Theologe und Hochschullehrer
- Werner Arens (Amerikanist) (* 1934), deutscher Amerikanist, Hochschullehrer und Geistlicher
- Werner Arens (Biologe) (* 1959), deutscher Biologe
- Willi Arens (1937–2011), deutscher Politiker und Gewerkschaftsfunktionär
- William Arens (1940–2019), US-amerikanischer Anthropologe
- Wolfgang Arens-Fischer (* 1963/1964), deutscher Luft- und Raumfahrtingenieur und Hochschullehrer